# Латухин, Семён Николаевич
Семён Николаевич Латухин (1909—1987) —  советский офицер, участник Великой Отечественной войны, Герой Советского Союза (27.02.1945). Капитан.

## Биография
Семён Латухин родился 16 февраля 1909 года в деревне Чубола-Наволок (ныне — Приморский район Архангельской области). После окончания начальной школы работал в родительском хозяйстве, затем на лесопильном заводе. 
В 1939—1940 годах проходил службу в Рабоче-крестьянской Красной Армии. Участвовал в боях советско-финской войны. Демобилизовавшись, работал в колхозе на родине.
Вскоре после нападения Германии на СССР и начала Великой Отечественной войны в июле 1941 года Латухин повторно был призван в армию. С августа того же года — на фронтах Великой Отечественной войны. В 1942 году он окончил курсы младших лейтенантов. В боях два раза был ранен.
Командир миномётной роты 1083-го стрелкового полка 312-й стрелковой дивизии 91-го стрелкового корпуса 69-й армии 1-го Белорусского фронта старший лейтенант Семён Латухин особо отличился во время Белорусской наступательной операции. 18 июля 1944 года к юго-западу от Ковеля батарея Латухина уничтожила 7 пулемётных точек, 4 батареи миномётов и около 80 солдат и офицеров противника, что способствовало успешному наступлению стрелковых частей. 20 июля батарея переправилась через Западный Буг в районе деревни Дорохуск к востоку от Хелма. На следующий день она приняла активное участие в отражении ряда немецких контратак, уничтожив около 220 солдат и офицеров противника и 3 артиллерийских орудия. После гибели командира батальона Латухин заменил его собой и организовал отражение очередной контратаки. В рукопашной схватке он был тяжело ранен.
Указом Президиума Верховного Совета СССР от 27 февраля 1945 года за «мужество и героизм, проявленные на фронте борьбы с немецкими захватчиками», старший лейтенант Семён Латухин был удостоен высокого звания Героя Советского Союза с вручением ордена Ленина и медали «Золотая Звезда» за номером 7004.
В январе 1946 года капитан Латухин был уволен в запас. 
Проживал в родном селе, работал в колхозе, долгое время руководил им. Избирался депутатом райсовета. Умер 23 ноября 1987 года, похоронен в деревне Чубола-Наволок.

## Награды
- Герой Советского Союза (27.02.1945)
- Орден Ленина (27.02.1945)
- Орден Александра Невского (1.08.1944)
- Орден Отечественной войны 1-й степени (11.03.1985)
- Орден Красной Звезды (10.06.1944)
- Медаль «За взятие Берлина» (1945)
- Медаль «За освобождение Варшавы» (1945)
- Ряд других медалей[2]